# 大西洋棘白鯧
大西洋棘白鯧為輻鰭魚綱鱸形目刺尾魚亞目白鯧科的其中一種，分布於西大西洋區，從美國麻州至巴西海域，棲息深度3-35公尺，體呈菱形而側扁，吻鈍，體側具數條黑色垂直條紋，隨著年齡增長而消失，背鰭硬棘9枚，背鰭軟條21-24枚，臀鰭硬棘3枚，臀鰭軟條17-18枚，體長可達91公分，棲息在水淺的沙底質海域或紅樹林，屬肉食性，以甲殼類、軟體動物、腔腸動物等為食，可做為食用魚、養殖魚及觀賞魚。

## 擴展閱讀
維基物種上的相關：大西洋棘白鯧